# بقية عملاقة
بقية عملاقة أو زهرة البق العملاقة (الاسم العلمي: Coreopsis gigantea) هو نوع نباتي يتبع جنس البقية من فصيلة النجمية.